# Schaduwen van twijfel
Schaduwen van twijfel is een hoorspel van Malcolm Hulke. Anne Ivitch vertaalde en bewerkte het en de VARA zond het uit op zaterdag 20 mei 1967. De regisseur was Jan C. Hubert. De uitzending duurde 120 minuten.

## Rolbezetting
- Paul van der Lek & Elly den Haring (John & Fiona Travis)
- Tonny Foletta (William Grenn)
- Jan Wegter (inspecteur Matthews)
- Wam Heskes (de rechter)
- Huib Orizand (meester Albion, de aanklager)
- Jan Borkus (meester Troughton, de verdediger)
- Paul Deen (meester Morgan, de procureur)
- Harry Bronk (de ooggetuige Glimson)
- Frans Somers (Weston, de voorzitter van de jury)
- Nel Snel (juffrouw Smith, lid van de jury)
- Piet Ekel (Marston, lid van de jury)
- Rob Geraerds (majoor Corf, lid van de jury)
- Johan te Slaa (Greenberg, lid van de jury)
- Han König (Ellis, lid van de jury)
- Jan Verkoren (de deurwaarder)
- Willy Ruys (Gregsen, een ambtenaar van Binnenlandse Zaken)
- Joke Hagelen (Anne, een secretaresse)

## Inhoud
Aan de hand van een rechtszaak worden in dit hoorspel verschillende problemen aan de orde gesteld. Een man wordt voor de eerste keer in zijn leven aangewezen om zitting te nemen in een jury. Hij moet mee beslissen over het schuldig of niet schuldig van een van moord verdachte. Zijn vrouw is tegen de doodstraf en verwacht van hem dat hij hoe dan ook een doodvonnis onmogelijk zal maken door niet schuldig te stemmen. De man komt in de knoop als hem door de overige juryleden duidelijk wordt gemaakt dat de bewijzen voor de misdaad evident zijn en stemt schuldig. Achteraf komt hij echter tot de ontdekking dat hij ten onrechte een bewijs van de aanklager als juist heeft aanvaard. Het ongedaan maken van het jury-oordeel blijkt dan echter niet meer mogelijk, welke instantie hij daarvoor ook aanklampt. Dit alles leidt dan ook tot een breuk met zijn vrouw…